# Серов, Яков Алексеевич
Яков Алексеевич Серо́в (1906 — 1981) — советский хозяйственный, государственный и политический деятель.

## Биография
Родился в 1906 году в селе Петрово. Член ВКП(б) с 1925 года.
С 1920 года — на хозяйственной, общественной и политической работе. В 1925—1962 гг. — ученик портного, портной, на комсомольской, советской и партийной работе в Московской губернии и Москве, заместитель директора Центрального института усовершенствования врачей, заведующий отделом агитации и пропаганды Курского обкома ВКП(б), и. о. 2-го секретаря Курского городского комитета ВКП(б), 2-й секретарь Курского областного комитета ВКП(б), участник Великой Отечественной войны, полковник, начальник политотдела 45-й, 74-й гв. стрелковой дивизии, 29-го гв. стрелкового корпуса, преподаватель Академии тыла и снабжения, первый секретарь Уфимского горкома ВКП(б), работник партаппарата ЦК ВКП(б), ответственный работник Совета Министров РСФСР.
Избирался депутатом Верховного Совета СССР 1-го созыва, Верховного Совета Башкирской АССР 2-го созыва.
Умер в 1981 году в Москве. 

## Сочинения
- Серов, Яков Алексеевич. О международном положении [Текст] : Сб. статей / Сост. Я. А. Серов; Отдел пропаганды и агитации Курского обкома ВКП(б). — [Курск] : Курское обл. изд., 1939. — 104 с.; 22 см.
- Серов, Яков Алексеевич. В помощь изучающим историю ВКП(б) [Текст] : Сб. [статей из жур. и газ.] / Сост. Я. А. Серов; Отдел агитации и пропаганды Курского обкома ВКП(б). — [Курск] : Курское обл. изд., 1939. — 76 с.; 21 см.